# Sissel Tolaas
Sissel Tolaas (Stavagner, Noruega, 1961) é uma artista e pesquisadora norueguesa conhecida por seu trabalho com olfato.

## Pesquisas através do cheiros
Tolaas pesquisa diversos aspectos dentro do tema dos aromas. Ela começou a se concentrar nisso em 1990, pesquisando sua importância em diferentes ciências, campos da arte/design e outras disciplinas. Naquela época, ela desenvolveu um "arquivo de cheiros" em mais de 7.000 frascos herméticos. Em janeiro de 2004 Tolaas estabeleceu o Smell Research Lab Berlin, para olfato e comunicação/linguagem, apoiado pela IFF International Flavors and Fragrances . Sua pesquisa ganhou reconhecimento por meio de inúmeras bolsas, honras e prêmios nacionais e internacionais, incluindo o prêmio CEW 2014, New York para química e inovação.

## Cooperação
Ela trabalha com inúmeras empresas e instituições; participa de colóquios e conferências internacionais. Seus projetos e pesquisas foram apresentados em instituições como TED Global, EUA; Interactive Africa/Design Indaba, África do Sul; O que o design pode fazer, Holanda e Brasil; World Science Festival, Nova York; Congresso Mundial de Biologia Sintética, Universidade de Stanford; Documenta 13, Kassel Alemanha; MOMA Nova York; MOMA São Francisco; Fundação Cartier, Paris; Galeria Serpentine, Londres; Hamburger Bahnhof, Berlim; Galeria Tate, Liverpool; Bienal de Veneza; Bienal de Kochi; Bienal de Liverpool; Bienal de São Paulo; Museu Nacional de Arte da China Pequim; Museu Cooper-Hewitt, Nova York, Museu de Arte Minsheng, Xangai; Instituto de Arte de Chicago; Bienal de Arquitetura 2015, Xangai; Museu Guangzhou do tempo, Festival internacional 2012 da forma de Edimburgo, Museu de Louisiana, Dinamarca.
Os institutos com os quais Tolaas trabalhou incluem Fraunhofer Science Institute, Alemanha; Grenoble INP, França; Instituto de Ciências Weizmann, Israel; Galeria de Ciências Copérnico, Varsóvia; Hospital Universitário Charité Humboldt, Berlim; Instituto Max Planck, Berlim; Instituto de Neurociências de São Francisco; Hexagram Science Centre, Quebec; Instituto para o Futuro, Palo Alto EUA; Instituto Sandberg, Amsterdã, Chronus Art Center, Xangai;

## Projetos
Tolaas concluiu 52 projetos de pesquisa City SmellScape desde 1998, de, para e com grandes cidades do mundo, como Paris, Estocolmo, Kansas City, Kansas e Kansas City, Missouri, Berlim, Oslo, Londres, Cidade do Cabo, Kochi, Istambul, Xangai, Cingapura, Tóquio, Amã, New York Central Park e Seul.
O Re_Search Lab continua apoiando projetos e pesquisas interdisciplinares envolvendo cheiro, odor e fragrância. Estabelece a comunicação entre especialistas em diferentes áreas que lidam com o olfato.
Seu projeto Sweat Fear | Fear Sweat de 2005 examina os odores corporais de vinte homens, todos com uma fobia severa de outros corpos. Seus cheiros foram coletados e reproduzidos quimicamente. As moléculas de suor simuladas foram pintadas nas paredes da galeria usando um processo de microencapsulação, onde foram ativadas pelo toque.

A partir da declaração de sua artista sobre a instalação o medo do cheiro — o cheiro do medo na Bienal de Tirana de 2005, Tolaas explica:
"No Ocidente moderno, tendemos a pensar no cheiro em termos puramente estéticos, agradáveis ou desagradáveis. Em muitas outras culturas, no entanto, os cheiros forneceram e ainda fornecem um meio básico de definir e interagir com o mundo. Este é particularmente o caso na medida em que os odores estão intimamente associados à identidade pessoal e grupal. O estudo da história, antropologia e sociologia dos cheiros é, em um sentido muito real, uma investigação sobre a 'essência' da própria cultura humana."